# Horror Stories (журнал)
«Horror Stories» (рус. Хо́ррор сто́рис, Ужа́сные исто́рии) — американский pulp-журнал, публиковавший рассказы о сверхъестественном, ужасы и мистику. Первый номер журнала вышел в январе 1935 года, через три года после создания жанра чёрного детектива, начатого в журнале «Dime Mystery Magazine». «Horror Stories» являлся приложением к журналу «Terror Tales», первый номер которого вышел годом ранее. Впоследствии «Horror Stories» стал одним из основных pulp-журналов 1930-х годов.

## История развития
«Horror Stories» выпускался в нью-йоркском издательстве Popular Publications, основанном Гарри Стигером и Гарольдом Голдсмитом. Журнал выходил с иллюстрированными обложками, в основном оформленными художником Джоном Ньютоном Ховиттом (1885—1958).
«Horror Stories», как и многие другие подобные издания, прекратил существование в 1941 году из-за нехватки бумаги после того, как Соединённые Штаты вступили во Вторую мировую войну.
Благодаря первым публикациям известных авторов и относительно короткой истории (47 выпусков), Horror Stories сейчас является одним из самых востребованных коллекционных pulp-журналов. В 2005 году журнал Black Mask выпустил репринтный первый выпуск «Horror Stories».
Журналы подобного рода являются эталоном в жанре жутких историй, которые вдохновляли многих создателей хоррор-комиксов, начиная с 1947 года.